# Battle Garegga
Battle Garegga (バトルガレッガ) est un jeu vidéo de type shoot them up édité par Raizing en 1996 sur borne d'arcade. Il a été adapté sur Saturn en 1998 et sur PS4 en 2016. Il est considéré comme le premier danmaku ou manic shooter de l'histoire d'après les puristes japonais mais les avis restent partagés vis-à-vis de la communauté de joueurs qui voient plutôt Batsugun comme étant le précurseur de ce sous-genre.

## Système de jeu
Battle Garegga est un shoot them up à scrolling vertical.

## La série
- Battle Garegga (1996)
- Battle Bakraid (1999)